# USS Memphis (SSN-691)
Pour les autres navires du même nom, voir USS Memphis.
Le USS Memphis (SSN-691) est un sous-marin nucléaire d'attaque américain de classe Los Angeles nommé d'après Memphis au Tennessee. Construit au chantier naval Northrop Grumman de Newport News, il a été commissionné le 17 décembre 1977 et a été retiré du service de l’United States Navy en 2011.

## Dans la fiction
- Le « USS Memphis » est un sous-marin qui est abondamment cité dans le roman SAS à Istanbul (1965), écrit par Gérard de Villiers, même si l'on doit noter qu'à l'époque de publication du roman, ce sous-marin n'avait pas encore été construit.